# فرانشيسكو ريزو
فرانشيسكو ريزو (بالإيطالية: Francesco Rizzo)‏ (مواليد 30 مايو 1943) هو لاعب كرة قدم. يلعب مع منتخب إيطاليا لكرة القدم. سبق له أن لعب في كأس العالم لكرة القدم مع منتخب بلاده.

## روابط خارجية
- فرانشيسكو ريزو على موقع قاعدة بيانات كرة القدم.إي يو (الإنجليزية)
- فرانشيسكو ريزو على موقع ناشيونال فوتبول تيمز (الإنجليزية)
- فرانشيسكو ريزو على موقع Soccerway.com (الإنجليزية)
- فرانشيسكو ريزو على موقع عالم كرة القدم.نت (الإنجليزية)